# Botryllus elegans
Botryllus elegans is een zakpijpensoort uit de familie van de Styelidae. De wetenschappelijke naam van de soort is, als Distomus elegans, voor het eerst geldig gepubliceerd in 1834 door Quoy & Gaimard.